# Jupp Heynckes
Josef Heynckes, detto Jupp (Mönchengladbach, 9 maggio 1945), è un ex calciatore e allenatore di calcio tedesco, di ruolo attaccante.
È stato uno dei giocatori più rappresentativi nel periodo d'oro del Borussia M'gladbach, club in cui ha disputato undici delle sue quattordici stagioni da professionista, vincendo 4 campionati tedeschi, di cui 3 consecutivi, una Coppa di Germania e la Coppa UEFA 1974-1975. Con la nazionale della Germania Ovest ha vinto il campionato d'Europa 1972 e il campionato del mondo 1974.
È l'unico calciatore ad aver vinto la classifica marcatori delle tre principali competizioni europee per club (Coppa dei Campioni/UEFA Champions League, Coppa UEFA/UEFA Europa League e Coppa delle Coppe UEFA). Per due anni di fila è stato inoltre capocannoniere della Bundesliga.
Da allenatore ha vinto 12 titoli: 3 campionati tedeschi, di cui 2 consecutivi, una Coppa di Germania, 3 Supercoppe di Germania, una Supercoppa di Spagna, 2 Coppe Intertoto UEFA consecutive con lo Schalke 04 e 2 UEFA Champions League, la prima nel 1997-1998 alla guida del Real Madrid e la seconda, ben quindici anni dopo, nel 2012-2013 alla guida del Bayern Monaco.
Con Ernst Happel, Ottmar Hitzfeld, José Mourinho, Carlo Ancelotti, Pep Guardiola e Luis Enrique, è tra i sette allenatori che hanno vinto due Champions League con due club diversi (Real Madrid nel 1997-1998 e Bayern Monaco nel 2012-2013). Nel 2013 ha vinto il premio Allenatore FIFA dell'anno tra gli allenatori di calcio maschile.

## Caratteristiche tecniche

### Giocatore
Attaccante prolifico, di grande rendimento e unico nel suo genere, è difficile trovare un calciatore a cui paragonarlo. Sapeva giocare bene con entrambi i piedi, era molto veloce e soprattutto disponeva di grande controllo della sfera quando di colpo si fermava dopo le sue veloci discese palla al piede. Aveva un fisico adatto a un attaccante e lo usava bene, in particolare il colpo di testa era una delle sue specialità.
Aveva una forte personalità e grande ascendente sui compagni di squadra, dando loro istruzioni su cosa fare in campo, dimostrando già allora quelle doti che lo avrebbero portato a diventare allenatore. In apparenza schivo, aveva in realtà grande ambizione e continuava a dare il massimo anche quando la squadra vinceva largamente ma lui non aveva ancora segnato. Con la sua grinta e le sue tre reti trascinò il Borussia a vincere la Coppa UEFA 1974-1975 (primo trofeo europeo del club) battendo per 5-1 nella finale di ritorno il Twente in quella che è stata probabilmente la sua migliore partita.

## Carriera

### Giocatore

#### Club

##### Borussia Mönchengladbach

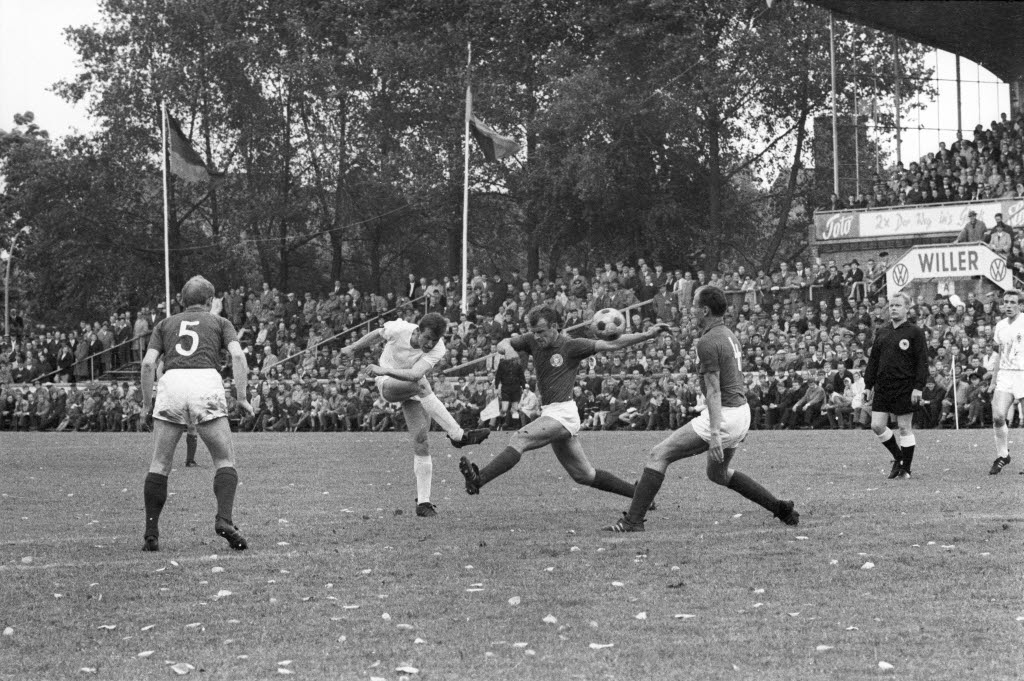
Giugno 1965, Heynckes tira in porta nella partita di play off in casa dell'Holstein Kiel

Esordisce nella stagione 1964-1965 nel Borussia Mönchengladbach in Regionalliga West, a quel tempo seconda divisione della Germania Ovest. Pur giocando solo 25 delle 34 partite della stagione regolare, con 23 reti si classifica terzo nella classifica cannonieri. Nei play off segna altri 6 gol in 6 partite e la squadra, allenata dal leggendario Hennes Weisweiler, è promossa per la prima volta in Bundesliga. Nelle prime due stagioni nella massima serie segna rispettivamente 12 e 15 reti, e il secondo anno il Borussia si classifica ottavo nella Bundesliga 1966-1977. Heynckes a questo punto è considerato uno dei più promettenti calciatori tedeschi e nel febbraio del 1967 esordisce in nazionale maggiore.

##### Hannover 96
Per la stagione 1967-1968 viene ceduto all'ambizioso Hannover 96, che era arrivato in Bundesliga un anno prima del Borussia e intendeva rilanciarsi dopo essere giunto quinto nel campionato 1964-1965 ma non si era ripetuto nei due anni successivi. Il cartellino di Heynskes viene ufficialmente pagato 100.0000 marchi, che era a quel tempo il tetto massimo di spesa per i trasferimenti nel calcio tedesco, ma secondo alcune fonti il prezzo effettivo potrebbe essere stato tra i 275.000 e i 350.000 marchi. Quello stesso anno arriva all'Hannover anche lo jugoslavo Josip Skoblar, con il quale avrebbe dovuto formare una formidabile coppia di attacco. In realtà Skoblar si rivela più prolifico mentre Heynckes nelle tre stagioni all'Hannover mette a segno solo 25 gol in 86 incontri, con la squadra che chiude tutti e tre i campionati a metà classifica.

##### Ritorno al Borussia
Nel campionato 1970-1971 fa ritorno al Borussia Mönchengladbach, che si era appena laureato campione di Germania per la prima volta nella sua storia. Grazie anche ai suoi 19 gol, la squadra rivince il campionato. Sarà il primo dei suoi trofei vinti con il Borussia. Oltre alla Bundesliga del 1971, 1975, 1976 e 1977, la squadra di Heynckes si aggiudicherà la Coppa di Germania nel 1973 e la Coppa UEFA 1974-1975. Tra i campioni con cui ha giocato nei vari anni al Borussia vi sono stati Berti Vogts, Günter Netzer, Rainer Bonhof, Uli Stielike e Allan Simonsen.
Negli ottavi di finale della Coppa dei Campioni 1971-1972, realizza due gol nella famosa partita della lattina vinta 7-1 contro l'Inter, poi annullata per l'incidente occorso a Roberto Boninsegna durante l'incontro che costerà al Borussia la qualificazione. Quello stesso anno Heynckes sigla 19 reti in campionato e la squadra finisce terza. Nel 1973 il Borussia arriva quinto in Bundesliga e Heynckes con 28 reti si laurea vice-capocannoniere alle spalle di Gerd Müller del Bayern Monaco, campione di Germania. Quell'anno, dopo aver eliminato il Twente in semifinale con un punteggio complessivo di 5-1, il Borussia diventa la prima squadra tedesca a raggiungere la finale di Coppa UEFA, che viene però vinta dal Liverpool grazie al 3-0 inflitto ai tedeschi all'andata, in una partita sospesa al 27º minuto a causa dell'allagamento del campo. Non sono sufficienti le due reti di Heynckes al ritorno, con il Borussia che vince solo per 2-0. Si laurea comunque capocannoniere del torneo insieme a Jan Jeuring del Twente. Sempre nel 1973 il Borussia si aggiudica la Coppa di Germania battendo in finale il Colonia, e Heynckes contribuisce con 7 reti nella manifestazione.

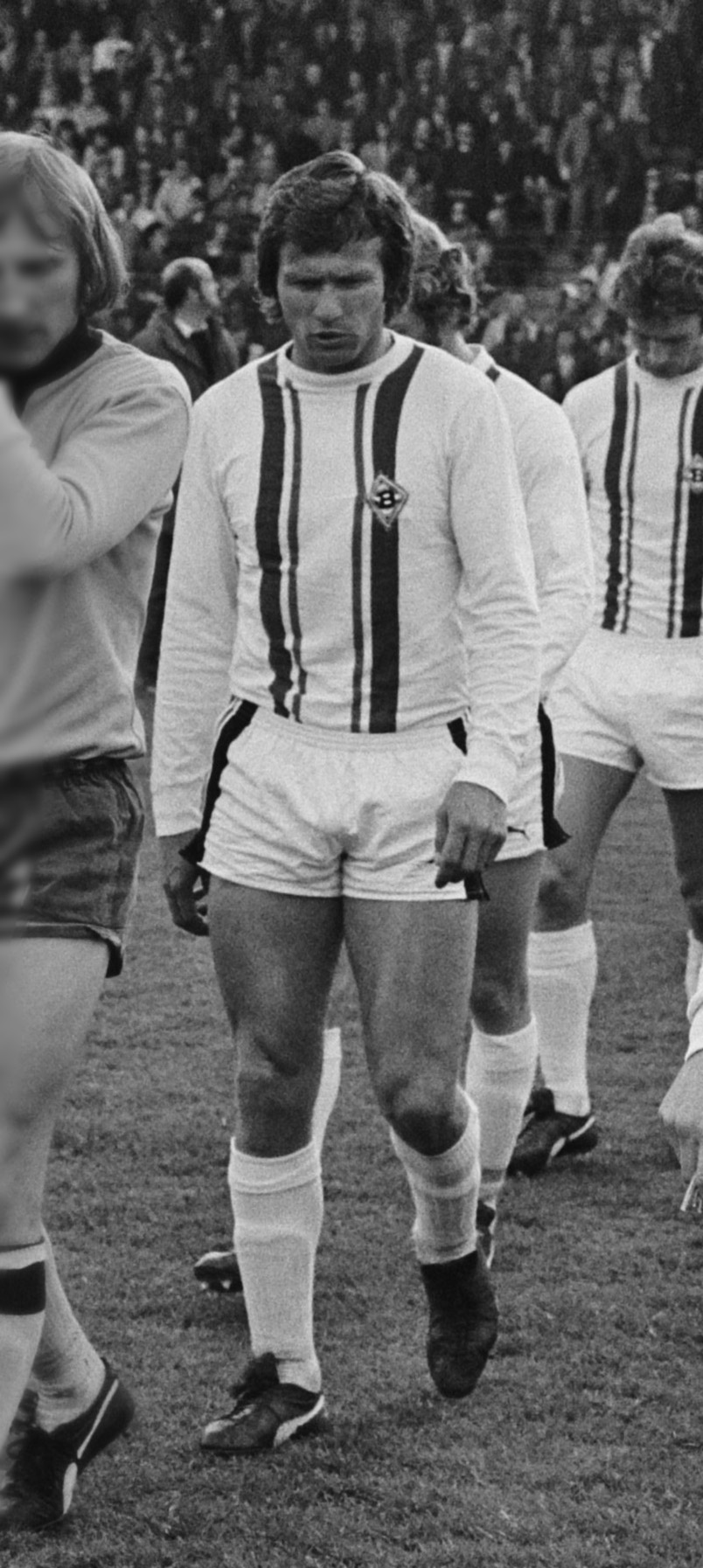
21 maggio 1975, Heynckes in primo piano entra in campo per la finale di ritorno di Coppa UEFA vinta 5-1 con il Twente

La stagione successiva vince con 30 reti la classifica cannonieri in campionato a pari merito con Gerd Müller, contribuendo al secondo posto del Borussia alle spalle del Bayern dello stesso Müller. Quella stagione è con 8 gol capocannoniere anche nella Coppa delle Coppe 1973-1974, dove il Borussia Mönchengladbach viene eliminato in semifinale dal Milan. L'anno successivo il Borussia riuscirà a vincere per la prima volta nella sua storia la Coppa UEFA battendo 5-1 il Twente a Enschede con tre gol di Heynckes, che non aveva giocato nell'incontro di andata finito 0-0 e che si laurea ancora una volta capocannoniere del torneo, con 10 gol. In quella stagione il Borussia vince la sua terza Bundesliga, la seconda di Heynckes, che si conferma capocannoniere con 27 reti. A fine annata l'allenatore Hennes Weisweiler è ingaggiato dal Barcellona e al suo posto arriva Udo Lattek, con il quale qualche anno dopo Heynckes avrebbe cominciato come assistente la carriera di allenatore.
Nella Bundesliga 1975-1976, il club si conferma campione di Germania ma Heynckes gioca solo 24 partite segnando 12 reti, il suo record negativo per quanto riguarda il suo secondo periodo al Borussia. Si riscatterà nella Coppa Campioni di quella stessa stagione, dove si laurea miglior marcatore con 6 gol, ma la squadra viene eliminata nei quarti dal Real Madrid. L'anno successivo il Borussia vince il suo terzo campionato consecutivo, uguagliando il record del Bayern, ma viene sconfitto per 3-1 in finale di Coppa dei Campioni 1976-1977 dal Liverpool a Roma.
Heynckes sigla 18 reti nel campionato 1977–78, e in particolare nella partita vinta in casa 12-0 contro il Borussia Dortmund all'ultima di campionato ne mette a segno 5, suo record in gare di Bundesliga. Il clamoroso risultato di questo incontro, con il quale Heynckes chiude la carriera di calciatore, non è sufficiente al Borussia per conquistare il quarto titolo consecutivo; il campionato è vinto dal Colonia, che chiude a pari punti con il Borussia ma si aggiudica il titolo per la differenza reti. Nella Coppa dei Campioni di quello stesso anno è ancora il Liverpool a sbarrare la strada del Borussia eliminandolo in semifinale.
Al termine di quella stagione Heynckes chiude la carriera dopo aver giocato 369 partite in Bundesliga e segnato 220 reti, che gli hanno garantito il secondo posto nella classifica di tutti i tempi dei marcatori nel torneo fino a quel momento, alle spalle di Gerd Müller con 365 gol. In seguito sarebbe stato superato anche da Klaus Fischer e Robert Lewandowski. Nelle coppe europee per club, Heynckes ha segnato 51 gol in 64 partite, dei quali 23 in 21 partite di Coppa UEFA, che lo rendono uno dei migliori marcatori di tutti i tempi della competizione.

#### Nazionale
Ostacolato nella carriera in nazionale da Gerd Müller, con il quale nutriva rispetto reciproco e aveva dato vita a una grande rivalità sportiva, Heynckes ha giocato 39 partite e realizzato 14 gol con la Germania Ovest. Chiamato dal C.T. Helmut Schön, realizza la prima rete al debutto il 22 febbraio 1967 nella partita vinta 5-1 contro il Marocco a Karlsruhe. Si laurea campione d'Europa nel 1972 e gioca tutti i 90 minuti nella finale vinta per 3-0 contro l'Unione Sovietica. È uno dei sette tedeschi inseriti dalla UEFA tra i migliori undici calciatori del torneo.

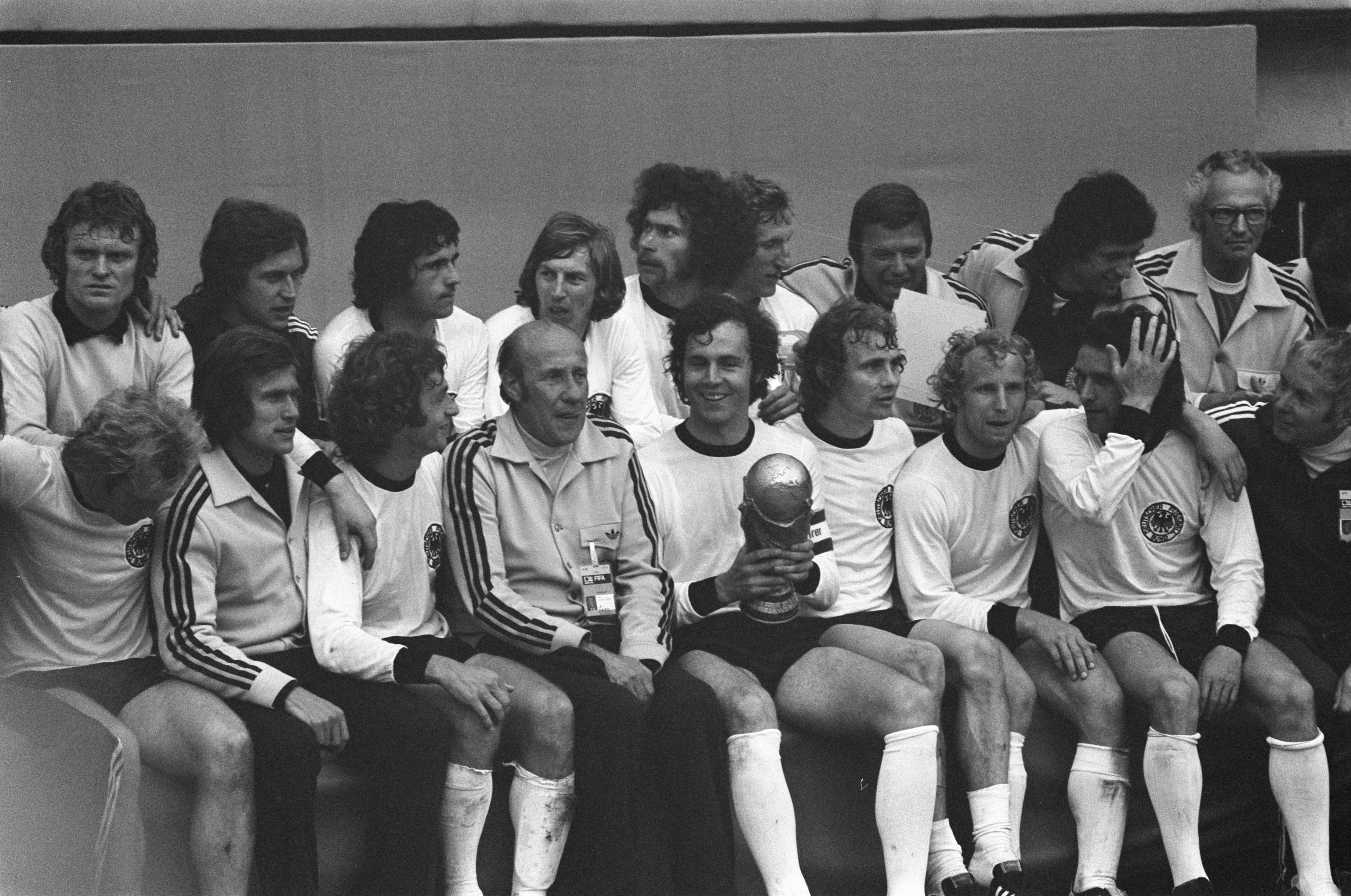
Heynckes (secondo in basso da sinistra) con i compagni dopo la vittoria nella finale del mondiale del 1974 del 7 luglio

Due anni dopo fa parte della rosa che vince il mondiale del 1974 disputato in Germania. Dopo essere stato titolare nelle prime due partite del torneo giocate contro Cile e Australia, rimane in panchina in tutte le altre partite e deve quindi rinunciare a partecipare alla finale vinta 2-1 contro i Paesi Bassi a Monaco di Baviera. In un'intervista del 2013 dirà che a causa di un infortunio ha dovuto saltare la finale, il più grande dispiacere della sua vita, che lo ha però spronato e ha costituito la sua principale fonte di motivazione per il resto della carriera.
Gli ultimi due anni in nazionale sono prolifici per Heynckes, che negli ultimi 6 incontri disputati sigla 7 reti, di cui 4 in incontri valevoli per le qualificazioni al campionato europeo del 1976. Gioca la sua ultima partita con la Germania Ovest il 17 novembre 1976, vincendo 2-0 l'amichevole contro la Cecoslovacchia.

### Allenatore

#### Borussia Mönchengladbach
Alla fine della carriera di calciatore si mette in proprio inaugurando a Mönchengladbach un'azienda che inizialmente dà ottimi risultati, ma ben presto si rende conto di quanto gli manchi il mondo del calcio; nel giro di dodici mesi consegue la licenza di allenatore e nel frattempo è il vice di Udo Lattek nel Borussia, che quell'anno si aggiudica la Coppa UEFA 1978-1979. A fine stagione prende il posto di Lattek e subito riporta la squadra in finale di Coppa UEFA, persa contro l'Eintracht Francoforte. Nei primi anni da allenatore non inverte comunque la tendenza negativa cominciata nell'ultimo anno di Lattek, con il Borussia che ha perso le prime posizioni in campionato.
Il suo merito maggiore nel primo periodo da coach del Borussia è di aver rilanciato la squadra in un momento di grave crisi societaria. Nelle ultime 4 stagioni alla guida dei bianco-nero-verdi, dopo aver accumulato esperienza e lanciato talenti come Armin Veh, Lothar Matthäus, Hans-Jörg Criens, Uwe Rahn, Thomas Kastenmaier e Michael Frontzeck, la squadra torna ai vertici del calcio tedesco pur non vincendo alcun trofeo. Di rilievo la finale di Coppa di Germania persa contro il Bayern ai rigori nel 1984 e la semifinale di Coppa UEFA 1986-1987, dove il Borussia è eliminato dal Dundee Utd.

#### Bayern Monaco
Per la stagione successiva è ingaggiato dal Bayern Monaco, alla guida del quale vince la Bundesliga nel 1988-1989 e nel 1989-1990. Con il club bavarese raggiunge nel 1989-1990 e 1990-1991 le semifinali della Coppa dei Campioni, venendo eliminato in entrambe le occasioni. Nel 1990, a causa di gravi problemi finanziari, il Bayern attua una campagna di cessione delle stelle della squadra, uscendone nettamente indebolito. Il 4 ottobre 1991, dopo aver perso per 1-4 in casa contro i Kickers Stoccarda, Heynckes è esonerato, pagando un avvio molto negativo in campionato con 4 vittorie in 12 giornate e il 12º posto in classifica. Il presidente del Bayern Uli Hoeneß dichiarerà in seguito di non aver approvato questa decisione, ma di averla presa sotto la pressione di poteri superiori.

#### Athletic Bilbao, Eintracht Francoforte e Tenerife
Nel 1992 viene ingaggiato dall'Athletic Bilbao, diventando il terzo allenatore tedesco alla guida di una squadra della Liga dopo Hennes Weisweiler e Udo Lattek, che avevano entrambi allenato il Barcellona. Lancia in prima squadra diversi giovani e alla sua seconda stagione guida il club basco al quinto posto della Liga e alla conseguente qualificazione in Coppa UEFA. Dopo aver firmato per l'Eintracht Francoforte prima della stagione 1993-1994, entra in contrasto con le stelle della squadra Anthony Yeboah, Jay-Jay Okocha e Maurizio Gaudino, causando prima la sospensione dei tre poi la cessione del bomber ghanese e del centrocampista di origini italiane. A oggi i tifosi dell'Eintracht considerano il suo ingaggio un grande fallimento. Il 2 aprile 1995 dà le dimissioni rinunciando ai soldi che gli sarebbero spettati fino alla fine del contratto. Nel 1995 viene ingaggiato dal Tenerife, guidando alla sua prima stagione la squadra alle semifinali di Coppa UEFA, dove viene eliminata dallo Schalke 04 futuro campione. Alla sua seconda stagione porta la squadra al nono posto in campionato.

#### Real Madrid
Nel giugno 1997 viene ingaggiato dal Real Madrid. Heynckes era la seconda scelta il club madrileno, che aveva inizialmente tentato l'ingaggio di Ottmar Hitzfeld. Esordisce con una sconfitta (2-1) contro il Barcellona nell'andata della Supercoppa di Spagna, ma il Real riesce a vincere per 4-1 la gara di ritorno e aggiudicarsi il trofeo. Con Heynckes il Real torna a vincere la Champions League, che la squadra spagnola non vinceva da 32 anni. Tuttavia il fallimento in campionato, dove il club madrileno chiude quarto a 11 punti dal Barcellona campione, e l'eliminazione agli ottavi di Coppa del Re portano all'esonero del tecnico tedesco a fine stagione.

#### Benfica, ritorno all'Athletic, Schalke 04
In vista della stagione 1999-2000 firma per il Benfica, dimettendosi prima dell'inizio della stagione successiva per problemi personali, rinunciando ancora una volta al resto di stipendio; verrà sostituito da José Mourinho. Heynckes è ricordato dai tifosi del Benfica soprattutto per la clamorosa sconfitta in trasferta con il Celta Vigo per 7-0 in Coppa UEFA 1999-2000 e per aver dato il via libera alla rescissione a costo zero della stella della squadra João Vieira Pinto. Nel 2001 fa ritorno all'Athletic Bilbao, dove rimarrà per due anni, senza però riuscire a ripetere i successi della sua precedente gestione. All'inizio della stagione 2003-2004 Heynckes fa ritorno in Bundesliga, chiamato alla guida dello Schalke 04, e il 26 agosto 2003 la squadra è tra le vincitrici della Coppa Intertoto UEFA 2003, piegando nei due incontri di finale gli austriaci del Pasching. Chiude al settimo posto il suo unico campionato alla guida dello Schalke. Nell'agosto 2004 la squadra si conferma tra le vincitrici della Coppa Intertoto UEFA superando nei due incontri di finale lo Slovan Liberec, ma il 15 settembre Heynckes viene esonerato.

#### Ritorno al Borussia, primo ritorno al Bayern
Dopo due anni di inattività, il 23 maggio 2006 viene annunciato il suo ritorno al Borussia Mönchengladbach. Il 31 gennaio 2007 rassegna le dimissioni dopo una striscia di 14 partite senza vittorie e con la squadra al 17º posto in Bundesliga. Il 27 aprile 2009 firma il contratto con il quale fa ritorno come allenatore ad interim al Bayern Monaco a seguito dell'esonero di Jürgen Klinsmann. Chiude il campionato al secondo posto a due punti dal Wolfsburg.

#### Bayer Leverkusen
Il 5 giugno firma per il Bayer Leverkusen in sostituzione di Bruno Labbadia, che è passato alla guida dell'Amburgo. La squadra parte con un record di 24 partite senza sconfitte, superando il precedente record stabilito dallo stesso Heynckes con il Bayern Monaco nella stagione 1988-1989. Chiude la prima stagione al 4º posto in campionato e in Coppa di Germania viene eliminato al secondo turno dal Kaiserslautern. Nella stagione seguente viene eliminato in Coppa di Germania al secondo turno dal Borussia Mönchengladbach, raggiunge gli ottavi di finale di Europa League venendo eliminato dal Villarreal. Il 25 marzo 2011 firma un contratto di due anni con il Bayern Monaco da 5,2 milioni l'anno, valido dal giugno successivo. In campionato il Bayer Leverkusen arriva al secondo posto e si qualifica per la Champions League per la prima volta dal 2004.

#### Secondo ritorno al Bayern
Per Heynckes si tratta della terza esperienza sulla panchina della società bavarese. A fine della stagione porta il Bayern al secondo posto in campionato, alle spalle del Borussia Dortmund, e in finale di Champions League, dopo aver battuto il 25 aprile 2012 il Real Madrid in semifinale. Nella finale del 19 maggio 2012 all'Allianz Arena, stadio di casa del Bayern, la squadra viene sconfitta per 4-3 dal Chelsea ai tiri di rigore dopo essere passata in vantaggio all'83º minuto di gioco. Riesce inoltre ad arrivare in finale nella coppa nazionale, dove viene sconfitto dal Borussia Dortmund. Durante questa stagione Heynckes lancia in prima squadra ottimi giovani come Toni Kroos e David Alaba.
Il 17 marzo 2012, con una vittoria per 6-0 contro l'Hertha Berlino vince la sua partita numero 600 da allenatore in Bundesliga: solo Otto Rehhagel, che curiosamente allenava l'Hertha, ha vinto di più (oltre 800 partite). Nella stagione successiva, grazie a una vittoria per 1-0 sull'Eintracht Francoforte, vince il titolo in campionato con sei giornate d'anticipo. Contemporaneamente riesce a battere per 4-0 e per 3-0 lo strafavorito Barcellona in Champions League qualificandosi per la seconda stagione consecutiva per la finale, che vincerà contro il Borussia Dortmund con il risultato di 2-1, facendo ottenere al Bayern la sua quinta Champions e diventando il quarto allenatore (dopo Ernst Happel, Hitzfeld, e Mourinho) a vincere due volte tale trofeo alla guida di due squadre diverse. Trionfa inoltre nella coppa nazionale, realizzando il treble; nel luglio 2013 lascerà il suo incarico a Pep Guardiola, annunciando al tempo stesso il suo ritiro quasi definitivo dalla carriera di allenatore.

#### Terzo ritorno al Bayern e ritiro
Il 6 ottobre 2017, dopo l'esonero di Carlo Ancelotti e la breve parentesi di Willy Sagnol, traghettatore della squadra in una sola partita, Heynckes ritorna alla guida del Bayern Monaco, firmando un contratto fino al termine della stagione. Dopo otto giorni esordisce con una vittoria per 5-0 contro il Friburgo. Il 3 febbraio 2018 rifiuta il rinnovo offerto dalla dirigenza. Il 4 aprile 2018 in Champions League stabilisce, grazie alla vittoria contro il Siviglia nell'andata dei quarti di finale, un nuovo record nella competizione come allenatore: dodici vittorie consecutive sommando alle 5 ottenute nell'edizione 2012-2013 le 7 ottenute nel 2017-2018.
Chiude la carriera vincendo nuovamente la Bundesliga, ottenendo 22 vittorie, un pareggio e 3 sconfitte. Il bilancio delle 10 partite stagionali in Champions League è invece di 7 vittorie, 2 pareggi e una sconfitta, maturata nell'andata delle semifinali in cui il Bayern viene eliminato dal Real Madrid. Giunge inoltre in finale di Coppa di Germania, dove il Bayern è sconfitto per 3-1 dall'Eintracht Francoforte.

## Statistiche

### Presenze e reti nei club
| Stagione        | Squadra             | Campionato      | Campionato | Campionato | Coppe nazionali | Coppe nazionali | Coppe nazionali | Coppe continentali | Coppe continentali | Coppe continentali | Altre coppe | Altre coppe | Altre coppe | Totale | Totale |
| Stagione        | Squadra             | Comp            | Pres       | Reti       | Comp            | Pres            | Reti            | Comp               | Pres               | Reti               | Comp        | Pres        | Reti        | Pres   | Reti   |
| --------------- | ------------------- | --------------- | ---------- | ---------- | --------------- | --------------- | --------------- | ------------------ | ------------------ | ------------------ | ----------- | ----------- | ----------- | ------ | ------ |
| 1964-1965       | Borussia M'gladbach | RL              | 25+6       | 23+6       | -               | -               | -               | -                  | -                  | -                  | -           | -           | -           | 31     | 29     |
| 1965-1966       | Borussia M'gladbach | BL              | 27         | 12         | CG              | 2               | 0               | -                  | -                  | -                  | -           | -           | -           | 29     | 12     |
| 1966-1967       | Borussia M'gladbach | BL              | 30         | 15         | CG              | 1               | 0               | -                  | -                  | -                  | -           | -           | -           | 31     | 15     |
| 1967-1968       | Hannover 96         | BL              | 29         | 10         | CG              | 1               | 0               | CdF                | 1                  | 0                  | CI          | 2           | 1           | 33     | 11     |
| 1968-1969       | Hannover 96         | BL              | 34         | 9          | CG              | 3               | 0               | CdF                | 6                  | 5                  | -           | -           | -           | 39     | 10     |
| 1969-1970       | Hannover 96         | BL              | 23         | 6          | CG              | 1               | 2               | CdF                | 2                  | 1                  | -           | -           | -           | 26     | 9      |
| Totale Hannover | Totale Hannover     | Totale Hannover | 86         | 25         |                 | 5               | 2               |                    | 9                  | 6                  |             | 2           | 1           | 102    | 34     |
| 1970-1971       | Borussia M'gladbach | BL              | 33         | 19         | CG              | 4               | 1               | CC                 | 4                  | 2                  | -           | -           | -           | 41     | 22     |
| 1971-1972       | Borussia M'gladbach | BL              | 31         | 19         | CG              | 5               | 2               | CdC                | 4                  | 1                  | -           | -           | -           | 40     | 22     |
| 1972-1973       | Borussia M'gladbach | BL              | 33         | 28         | CG              | 9               | 7               | CU                 | 11                 | 12                 | -           | -           | -           | 53     | 47     |
| 1973-1974       | Borussia M'gladbach | BL              | 33         | 30         | CG              | 3               | 2               | CdC                | 7                  | 8                  | -           | -           | -           | 43     | 40     |
| 1974-1975       | Borussia M'gladbach | BL              | 31         | 27         | CG              | 1               | 1               | CU                 | 10                 | 11                 | -           | -           | -           | 42     | 39     |
| 1975-1976       | Borussia M'gladbach | BL              | 24         | 12         | CG              | 1               | 1               | CC                 | 6                  | 6                  | -           | -           | -           | 31     | 19     |
| 1976-1977       | Borussia M'gladbach | BL              | 20         | 15         | CG              | -               | -               | CC                 | 7                  | 1                  | -           | -           | -           | 27     | 16     |
| 1977-1978       | Borussia M'gladbach | BL              | 21         | 18         | CG              | 3               | 4               | CC                 | 6                  | 4                  | -           | -           | -           | 30     | 26     |
| Totale Borussia | Totale Borussia     | Totale Borussia | 308+6      | 218+6      |                 | 29              | 18              |                    | 55                 | 45                 |             | -           | -           | 398    | 287    |
| Totale carriera | Totale carriera     | Totale carriera | 400        | 249        |                 | 34              | 20              |                    | 64                 | 51                 |             | 2           | 1           | 500    | 321    |

### Cronologia presenze e reti in nazionale
| Cronologia completa delle presenze e delle reti in nazionale ― Germania Ovest | Cronologia completa delle presenze e delle reti in nazionale ― Germania Ovest | Cronologia completa delle presenze e delle reti in nazionale ― Germania Ovest | Cronologia completa delle presenze e delle reti in nazionale ― Germania Ovest | Cronologia completa delle presenze e delle reti in nazionale ― Germania Ovest | Cronologia completa delle presenze e delle reti in nazionale ― Germania Ovest | Cronologia completa delle presenze e delle reti in nazionale ― Germania Ovest | Cronologia completa delle presenze e delle reti in nazionale ― Germania Ovest |
| Data                                                                          | Città                                                                         | In casa                                                                       | Risultato                                                                     | Ospiti                                                                        | Competizione                                                                  | Reti                                                                          | Note                                                                          |
| ----------------------------------------------------------------------------- | ----------------------------------------------------------------------------- | ----------------------------------------------------------------------------- | ----------------------------------------------------------------------------- | ----------------------------------------------------------------------------- | ----------------------------------------------------------------------------- | ----------------------------------------------------------------------------- | ----------------------------------------------------------------------------- |
| 22-2-1967                                                                     | Karlsruhe                                                                     | Germania Ovest                                                                | 5 – 1                                                                         | Marocco                                                                       | Amichevole                                                                    | 1                                                                             |                                                                               |
| 22-3-1967                                                                     | Hannover                                                                      | Germania Ovest                                                                | 1 – 0                                                                         | Bulgaria                                                                      | Amichevole                                                                    | 1                                                                             |                                                                               |
| 10-5-1969                                                                     | Norimberga                                                                    | Germania Ovest                                                                | 1 – 0                                                                         | Austria                                                                       | Qual. Mondiali 1970                                                           | -                                                                             | 77’                                                                           |
| 17-10-1970                                                                    | Colonia                                                                       | Germania Ovest                                                                | 1 – 1                                                                         | Turchia                                                                       | Qual. Euro 1972                                                               | -                                                                             | 66’                                                                           |
| 18-11-1970                                                                    | Zagabria                                                                      | Jugoslavia                                                                    | 2 – 0                                                                         | Germania Ovest                                                                | Amichevole                                                                    | -                                                                             |                                                                               |
| 22-11-1970                                                                    | Atene                                                                         | Grecia                                                                        | 1 – 3                                                                         | Germania Ovest                                                                | Amichevole                                                                    | -                                                                             |                                                                               |
| 17-2-1971                                                                     | Tirana                                                                        | Albania                                                                       | 0 – 1                                                                         | Germania Ovest                                                                | Qual. Euro 1972                                                               | -                                                                             |                                                                               |
| 25-4-1971                                                                     | Istanbul                                                                      | Turchia                                                                       | 0 – 3                                                                         | Germania Ovest                                                                | Qual. Euro 1972                                                               | -                                                                             |                                                                               |
| 12-6-1971                                                                     | Karlsruhe                                                                     | Germania Ovest                                                                | 2 – 0                                                                         | Albania                                                                       | Qual. Euro 1972                                                               | -                                                                             |                                                                               |
| 27-6-1971                                                                     | Göteborg                                                                      | Svezia                                                                        | 1 – 0                                                                         | Germania Ovest                                                                | Amichevole                                                                    | -                                                                             | 46’                                                                           |
| 30-6-1971                                                                     | Copenaghen                                                                    | Danimarca                                                                     | 1 – 3                                                                         | Germania Ovest                                                                | Amichevole                                                                    | -                                                                             | 46’                                                                           |
| 8-9-1971                                                                      | Hannover                                                                      | Germania Ovest                                                                | 5 – 0                                                                         | Messico                                                                       | Amichevole                                                                    | -                                                                             |                                                                               |
| 10-10-1971                                                                    | Varsavia                                                                      | Polonia                                                                       | 1 – 3                                                                         | Germania Ovest                                                                | Qual. Euro 1972                                                               | -                                                                             |                                                                               |
| 29-3-1972                                                                     | Budapest                                                                      | Ungheria                                                                      | 0 – 2                                                                         | Germania Ovest                                                                | Amichevole                                                                    | -                                                                             |                                                                               |
| 13-5-1972                                                                     | Amburgo                                                                       | Germania Ovest                                                                | 0 – 0                                                                         | Inghilterra                                                                   | Euro 1972 - Quarti di finale - ritorno                                        | -                                                                             | 51’                                                                           |
| 26-5-1972                                                                     | Monaco di Baviera                                                             | Germania Ovest                                                                | 3 – 0                                                                         | Unione Sovietica                                                              | Amichevole                                                                    | -                                                                             |                                                                               |
| 14-6-1972                                                                     | Anversa                                                                       | Belgio                                                                        | 1 – 2                                                                         | Germania Ovest                                                                | Euro 1972 - Semifinale                                                        | -                                                                             |                                                                               |
| 18-6-1972                                                                     | Bruxelles                                                                     | Unione Sovietica                                                              | 0 – 3                                                                         | Germania Ovest                                                                | Euro 1972 - Finale                                                            | -                                                                             |                                                                               |
| 15-11-1972                                                                    | Düsseldorf                                                                    | Germania Ovest                                                                | 5 – 1                                                                         | Svizzera                                                                      | Amichevole                                                                    | -                                                                             |                                                                               |
| 14-2-1973                                                                     | Monaco di Baviera                                                             | Germania Ovest                                                                | 2 – 3                                                                         | Argentina                                                                     | Amichevole                                                                    | 2                                                                             |                                                                               |
| 28-3-1973                                                                     | Düsseldorf                                                                    | Germania Ovest                                                                | 3 – 0                                                                         | Cecoslovacchia                                                                | Amichevole                                                                    | -                                                                             |                                                                               |
| 16-6-1973                                                                     | Berlino                                                                       | Germania Ovest                                                                | 0 – 1                                                                         | Brasile                                                                       | Amichevole                                                                    | -                                                                             |                                                                               |
| 5-9-1973                                                                      | Mosca                                                                         | Unione Sovietica                                                              | 0 – 1                                                                         | Germania Ovest                                                                | Amichevole                                                                    | -                                                                             | 59’                                                                           |
| 14-11-1973                                                                    | Glasgow                                                                       | Scozia                                                                        | 1 – 1                                                                         | Germania Ovest                                                                | Amichevole                                                                    | -                                                                             |                                                                               |
| 24-11-1973                                                                    | Stoccarda                                                                     | Germania Ovest                                                                | 2 – 1                                                                         | Spagna                                                                        | Amichevole                                                                    | 2                                                                             |                                                                               |
| 23-2-1974                                                                     | Barcellona                                                                    | Spagna                                                                        | 1 – 0                                                                         | Germania Ovest                                                                | Amichevole                                                                    | -                                                                             | 46’                                                                           |
| 26-2-1974                                                                     | Roma                                                                          | Italia                                                                        | 0 – 0                                                                         | Germania Ovest                                                                | Amichevole                                                                    | -                                                                             |                                                                               |
| 1-5-1974                                                                      | Amburgo                                                                       | Germania Ovest                                                                | 2 – 0                                                                         | Svezia                                                                        | Amichevole                                                                    | 2                                                                             | 26’                                                                           |
| 14-6-1974                                                                     | Berlino                                                                       | Germania Ovest                                                                | 1 – 0                                                                         | Cile                                                                          | Mondiali 1974 - 1º turno                                                      | -                                                                             |                                                                               |
| 18-6-1974                                                                     | Amburgo                                                                       | Australia                                                                     | 0 – 4                                                                         | Germania Ovest                                                                | Mondiali 1974 - 1º turno                                                      | -                                                                             | 46’                                                                           |
| 20-11-1974                                                                    | Atene                                                                         | Grecia                                                                        | 2 – 2                                                                         | Germania Ovest                                                                | Qual. Euro 1976                                                               | -                                                                             | 81’                                                                           |
| 12-3-1975                                                                     | Londra                                                                        | Inghilterra                                                                   | 2 – 0                                                                         | Germania Ovest                                                                | Amichevole                                                                    | -                                                                             |                                                                               |
| 27-4-1975                                                                     | Sofia                                                                         | Bulgaria                                                                      | 1 – 1                                                                         | Germania Ovest                                                                | Qual. Euro 1976                                                               | -                                                                             | 34’                                                                           |
| 11-10-1975                                                                    | Düsseldorf                                                                    | Germania Ovest                                                                | 1 – 1                                                                         | Grecia                                                                        | Qual. Euro 1976                                                               | 1                                                                             |                                                                               |
| 19-11-1975                                                                    | Stoccarda                                                                     | Germania Ovest                                                                | 1 – 0                                                                         | Bulgaria                                                                      | Qual. Euro 1976                                                               | 1                                                                             |                                                                               |
| 20-12-1975                                                                    | Istanbul                                                                      | Turchia                                                                       | 0 – 5                                                                         | Germania Ovest                                                                | Amichevole                                                                    | 2                                                                             |                                                                               |
| 28-2-1976                                                                     | Dortmund                                                                      | Germania Ovest                                                                | 8 – 0                                                                         | Malta                                                                         | Qual. Euro 1976                                                               | 2                                                                             |                                                                               |
| 6-10-1976                                                                     | Cardiff                                                                       | Galles                                                                        | 0 – 2                                                                         | Germania Ovest                                                                | Amichevole                                                                    | 1                                                                             |                                                                               |
| 17-11-1976                                                                    | Hannover                                                                      | Germania Ovest                                                                | 2 – 0                                                                         | Cecoslovacchia                                                                | Amichevole                                                                    | -                                                                             |                                                                               |
| Totale                                                                        |                                                                               | Presenze                                                                      | 39                                                                            |                                                                               | Reti                                                                          | 14                                                                            |                                                                               |

### Statistiche da allenatore
Statistiche aggiornate al 19 maggio 2018. In grassetto le competizioni vinte.
| Stagione                   | Squadra                    | Campionato                 | Campionato | Campionato | Campionato | Campionato | Coppe nazionali | Coppe nazionali | Coppe nazionali | Coppe nazionali | Coppe nazionali | Coppe continentali | Coppe continentali | Coppe continentali | Coppe continentali | Coppe continentali | Altre coppe | Altre coppe | Altre coppe | Altre coppe | Altre coppe | Totale | Totale | Totale | Totale | Vittorie % | Piazzamento |
| Stagione                   | Squadra                    | Comp                       | G          | V          | N          | P          | Comp            | G               | V               | N               | P               | Comp               | G                  | V                  | N                  | P                  | Comp        | G           | V           | N           | P           | G      | V      | N      | P      | %          | Piazzamento |
| -------------------------- | -------------------------- | -------------------------- | ---------- | ---------- | ---------- | ---------- | --------------- | --------------- | --------------- | --------------- | --------------- | ------------------ | ------------------ | ------------------ | ------------------ | ------------------ | ----------- | ----------- | ----------- | ----------- | ----------- | ------ | ------ | ------ | ------ | ---------- | ----------- |
| 1979-1980                  | Borussia M'gladbach        | BL                         | 34         | 12         | 12         | 10         | CG              | 3               | 2               | 0               | 1               | CU                 | 12                 | 7                  | 2                  | 3                  | -           | -           | -           | -           | -           | 49     | 21     | 14     | 14     | 42,86      | 7º          |
| 1980-1981                  | Borussia M'gladbach        | BL                         | 34         | 15         | 17         | 12         | CG              | 5               | 4               | 0               | 1               | -                  | -                  | -                  | -                  | -                  | -           | -           | -           | -           | -           | 39     | 19     | 7      | 13     | 48,72      | 6º          |
| 1981-1982                  | Borussia M'gladbach        | BL                         | 34         | 15         | 10         | 9          | CG              | 5               | 4               | 0               | 1               | CU                 | 4                  | 2                  | 0                  | 2                  | -           | -           | -           | -           | -           | 43     | 21     | 10     | 12     | 48,84      | 7º          |
| 1982-1983                  | Borussia M'gladbach        | BL                         | 34         | 12         | 4          | 18         | CG              | 5               | 3               | 1               | 1               | -                  | -                  | -                  | -                  | -                  | -           | -           | -           | -           | -           | 39     | 15     | 5      | 19     | 38,46      | 12º         |
| 1983-1984                  | Borussia M'gladbach        | BL                         | 34         | 21         | 6          | 7          | CG              | 6               | 5               | 0               | 1               | -                  | -                  | -                  | -                  | -                  | -           | -           | -           | -           | -           | 40     | 26     | 6      | 8      | 65,00      | 3º          |
| 1984-1985                  | Borussia M'gladbach        | BL                         | 34         | 15         | 9          | 10         | CG              | 5               | 4               | 0               | 1               | CU                 | 4                  | 3                  | 0                  | 1                  | -           | -           | -           | -           | -           | 43     | 22     | 9      | 12     | 51,16      | 4º          |
| 1985-1986                  | Borussia M'gladbach        | BL                         | 34         | 15         | 12         | 7          | CG              | 2               | 1               | 0               | 1               | CU                 | 6                  | 3                  | 1                  | 2                  | -           | -           | -           | -           | -           | 42     | 19     | 13     | 10     | 45,24      | 4º          |
| 1986-1987                  | Borussia M'gladbach        | BL                         | 34         | 18         | 7          | 9          | CG              | 5               | 4               | 0               | 1               | CU                 | 10                 | 5                  | 4                  | 1                  | -           | -           | -           | -           | -           | 49     | 27     | 11     | 11     | 55,10      | 3º          |
| 1987-1988                  | Bayern Monaco              | BL                         | 34         | 22         | 4          | 8          | CG              | 5               | 3               | 1               | 1               | CC                 | 6                  | 4                  | 0                  | 2                  | SG          | 1           | 1           | 0           | 0           | 46     | 30     | 5      | 11     | 65,22      | 2º          |
| 1988-1989                  | Bayern Monaco              | BL                         | 34         | 19         | 12         | 3          | CG              | 3               | 2               | 0               | 1               | CU                 | 10                 | 6                  | 1                  | 3                  | -           | -           | -           | -           | -           | 47     | 27     | 13     | 7      | 57,45      | 1º          |
| 1989-1990                  | Bayern Monaco              | BL                         | 34         | 19         | 11         | 4          | CG              | 3               | 2               | 0               | 1               | CC                 | 8                  | 6                  | 1                  | 1                  | SG          | 1           | 0           | 0           | 1           | 46     | 27     | 12     | 7      | 58,70      | 1º          |
| 1990-1991                  | Bayern Monaco              | BL                         | 34         | 18         | 9          | 7          | CG              | 1               | 0               | 0               | 1               | CC                 | 8                  | 5                  | 2                  | 1                  | SG          | 1           | 1           | 0           | 0           | 44     | 24     | 11     | 9      | 54,55      | 2º          |
| ago.-ott.1991              | Bayern Monaco              | BL                         | 12         | 4          | 4          | 4          | CG              | 1               | 0               | 0               | 1               | CU                 | 2                  | 1                  | 1                  | 0                  | -           | -           | -           | -           | -           | 15     | 5      | 5      | 5      | 33,33      | Eson.       |
| 1992-1993                  | Athletic Bilbao            | PD                         | 38         | 17         | 6          | 15         | CR              | 2               | 0               | 1               | 1               | -                  | -                  | -                  | -                  | -                  | -           | -           | -           | -           | -           | 40     | 17     | 7      | 16     | 42,50      | 8º          |
| 1993-1994                  | Athletic Bilbao            | PD                         | 38         | 16         | 11         | 11         | CR              | 4               | 1               | 2               | 1               | -                  | -                  | -                  | -                  | -                  | -           | -           | -           | -           | -           | 42     | 17     | 13     | 12     | 40,48      | 5º          |
| 1994-1995                  | Eintracht Francoforte      | BL                         | 24         | 7          | 7          | 10         | CG              | 2               | 1               | 1               | 0               | CU                 | 8                  | 4                  | 2                  | 2                  | -           | -           | -           | -           | -           | 34     | 12     | 10     | 12     | 35,29      | Eson.       |
| 1995-1996                  | Tenerife                   | PD                         | 42         | 20         | 12         | 10         | CR              | 8               | 4               | 2               | 2               | -                  | -                  | -                  | -                  | -                  | -           | -           | -           | -           | -           | 50     | 24     | 14     | 12     | 48,00      | 5º          |
| 1996-1997                  | Tenerife                   | PD                         | 42         | 15         | 11         | 16         | CR              | 2               | 0               | 0               | 2               | CU                 | 10                 | 5                  | 2                  | 3                  | -           | -           | -           | -           | -           | 54     | 20     | 13     | 21     | 37,04      | 9º          |
| Totale Tenerife            | Totale Tenerife            | Totale Tenerife            | 84         | 35         | 23         | 26         |                 | 10              | 4               | 2               | 4               |                    | 10                 | 5                  | 2                  | 3                  |             | -           | -           | -           | -           | 104    | 44     | 27     | 33     | 42,31      |             |
| 1997-1998                  | Real Madrid                | PD                         | 38         | 17         | 12         | 9          | CR              | 2               | 1               | 0               | 1               | UCL                | 11                 | 7                  | 3                  | 1                  | SS          | 2           | 1           | 0           | 1           | 53     | 26     | 15     | 12     | 49,06      | 4º          |
| 1999-2000                  | Benfica                    | PL                         | 34         | 21         | 6          | 7          | CP              | 3               | 2               | 0               | 1               | CU                 | 6                  | 2                  | 1                  | 3                  | -           | -           | -           | -           | -           | 43     | 25     | 7      | 11     | 58,14      | 3º          |
| ago.-set. 2000             | Benfica                    | PL                         | 4          | 2          | 1          | 1          | CP              | 0               | 0               | 0               | 0               | CU                 | 1                  | 0                  | 0                  | 1                  | -           | -           | -           | -           | -           | 5      | 2      | 1      | 2      | 40,00      | Eson.       |
| Totale Benfica             | Totale Benfica             | Totale Benfica             | 38         | 23         | 7          | 8          |                 | 3               | 2               | 0               | 1               |                    | 7                  | 2                  | 1                  | 4                  |             | -           | -           | -           | -           | 48     | 27     | 8      | 13     | 56,25      |             |
| 2001-2002                  | Athletic Bilbao            | PD                         | 38         | 14         | 11         | 13         | CR              | 8               | 6               | 1               | 1               | -                  | -                  | -                  | -                  | -                  | -           | -           | -           | -           | -           | 46     | 20     | 12     | 14     | 43,48      | 9º          |
| 2002-2003                  | Athletic Bilbao            | PD                         | 38         | 15         | 10         | 13         | CR              | 2               | 1               | 0               | 1               | -                  | -                  | -                  | -                  | -                  | -           | -           | -           | -           | -           | 40     | 16     | 10     | 14     | 40,00      | 7º          |
| Totale Athletic Bilbao     | Totale Athletic Bilbao     | Totale Athletic Bilbao     | 152        | 62         | 38         | 52         |                 | 16              | 8               | 4               | 4               |                    | -                  | -                  | -                  | -                  |             | -           | -           | -           | -           | 168    | 70     | 42     | 56     | 41,67      |             |
| 2003-2004                  | Schalke 04                 | BL                         | 34         | 13         | 11         | 10         | CG              | 2               | 1               | 0               | 1               | Int.+CU            | 6+4                | 4+2                | 2+1                | 0+1                | -           | -           | -           | -           | -           | 46     | 20     | 14     | 12     | 43,48      | 7º          |
| lug.-set.2004              | Schalke 04                 | BL                         | 4          | 1          | 0          | 3          | CG              | 1               | 1               | 0               | 0               | Int.+CU            | 6+0                | 6+0                | 0+0                | 0+0                | -           | -           | -           | -           | -           | 11     | 8      | 0      | 3      | 72,73      | Eson.       |
| Totale Schalke 04          | Totale Schalke 04          | Totale Schalke 04          | 38         | 14         | 11         | 13         |                 | 3               | 2               | 0               | 1               |                    | 16                 | 12                 | 3                  | 1                  |             | -           | -           | -           | -           | 57     | 28     | 14     | 15     | 49,12      |             |
| 2006-gen.2007              | Borussia M'gladbach        | BL                         | 19         | 4          | 4          | 11         | CG              | 2               | 1               | 0               | 1               | -                  | -                  | -                  | -                  | -                  | -           | -           | -           | -           | -           | 21     | 5      | 4      | 12     | 23,81      | Eson.       |
| Totale Borussia M'gladbach | Totale Borussia M'gladbach | Totale Borussia M'gladbach | 291        | 127        | 81         | 93         |                 | 38              | 28              | 1               | 9               |                    | 36                 | 20                 | 7                  | 9                  |             | -           | -           | -           | -           | 365    | 175    | 79     | 111    | 47,95      |             |
| apr.-giu.2009              | Bayern Monaco              | BL                         | 5          | 4          | 1          | 0          | CG              | 0               | 0               | 0               | 0               | UCL                | 0                  | 0                  | 0                  | 0                  | -           | -           | -           | -           | -           | 5      | 4      | 1      | 0      | 80,00      | Sub. 2º     |
| 2009-2010                  | Bayer Leverkusen           | BL                         | 34         | 15         | 14         | 5          | CG              | 2               | 1               | 0               | 1               | -                  | -                  | -                  | -                  | -                  | -           | -           | -           | -           | -           | 36     | 16     | 14     | 6      | 44,44      | 4º          |
| 2010-2011                  | Bayer Leverkusen           | BL                         | 34         | 20         | 8          | 6          | CG              | 2               | 1               | 1               | 0               | UEL                | 12                 | 7                  | 3                  | 2                  | -           | -           | -           | -           | -           | 48     | 28     | 12     | 8      | 58,33      | 2º          |
| Totale Bayer Leverkusen    | Totale Bayer Leverkusen    | Totale Bayer Leverkusen    | 68         | 35         | 22         | 11         |                 | 4               | 2               | 1               | 1               |                    | 12                 | 7                  | 3                  | 2                  |             | -           | -           | -           | -           | 84     | 44     | 26     | 14     | 52,38      |             |
| 2011-2012                  | Bayern Monaco              | BL                         | 34         | 23         | 4          | 7          | CG              | 6               | 4               | 1               | 1               | UCL                | 15                 | 10                 | 2                  | 3                  | -           | -           | -           | -           | -           | 55     | 37     | 7      | 11     | 67,27      | 2º          |
| 2012-2013                  | Bayern Monaco              | BL                         | 34         | 29         | 4          | 1          | CG              | 6               | 6               | 0               | 0               | UCL                | 13                 | 10                 | 1                  | 2                  | SG          | 1           | 1           | 0           | 0           | 54     | 46     | 5      | 3      | 85,19      | 1º          |
| ott. 2017-2018             | Bayern Monaco              | BL                         | 27         | 23         | 1          | 3          | CG              | 4               | 2               | 1               | 1               | UCL                | 10                 | 7                  | 2                  | 1                  | -           | -           | -           | -           | -           | 41     | 32     | 4      | 5      | 78,05      | Sub. 1º     |
| Totale Bayern Monaco       | Totale Bayern Monaco       | Totale Bayern Monaco       | 248        | 161        | 50         | 37         |                 | 29              | 19              | 3               | 7               |                    | 72                 | 49                 | 10                 | 13                 |             | 4           | 3           | 0           | 1           | 352    | 231    | 63     | 58     | 65,63      |             |
| Totale carriera            | Totale carriera            | Totale carriera            | 982        | 482        | 251        | 259        |                 | 107             | 67              | 12              | 28              |                    | 171                | 105                | 31                 | 35                 |             | 6           | 4           | 0           | 2           | 1 266  | 658    | 284    | 324    | 51,97      |             |

### Record
Nel corso della sua carriera, Jupp Heynckes ha registrato alcuni record.

### Individuali
- Unico calciatore ad aver vinto la classifica marcatori delle tre principali competizioni europee per club (Coppa dei Campioni/UEFA Champions League, Coppa UEFA/UEFA Europa League e Coppa delle Coppe UEFA).
- Uno dei due calciatori, insieme ad Ademola Lookman, ad aver realizzato il maggior numero di gol in una singola finale di Coppa UEFA/UEFA Europa League (3).

#### Con il Borussia Mönchengladbach
- Calciatore con più marcature (287) in tutte le competizioni ufficiali.
- Calciatore con più marcature (195) in Bundesliga.
- Calciatore con più marcature (224) segnate nei campionati.
- Calciatore con più marcature (18) nelle coppe nazionali
- Calciatore con più marcature (45) nelle competizioni UEFA per club.
- Calciatore che ha segnato più gol (13) in Champions League.

#### Da allenatore
- Ha partecipato a 1038 partite (369 da giocatore e 669 da allenatore) nella storia della Bundesliga (record assoluto).[31]
- Ha vinto 518 partite complessive in Bundesliga (record assoluto).[31]
- È la persona più anziana ad aver vinto la Bundesliga (73 anni).[31]
- Ha ottenuto il maggior numero di punti in un campionato (91) e la migliore differenza reti (+80), in occasione della Bundesliga 2012-2013.[31]
- È uno dei sei ad aver vinto la Bundesliga sia da giocatore che da allenatore, insieme a Felix Magath, Franz Beckenbauer, Matthias Sammer, Thomas Schaaf e Helmut Benthaus.[31]
- È, insieme a Hans-Dieter Flick (che l’ha ottenuto nella stagione 2019-2020 alla guida del Bayern Monaco), l’unico allenatore tedesco ad aver conquistato il treble, alla guida del Bayern Monaco nella stagione 2012-2013.[31]
- Detiene il record di partite vinte consecutivamente in Champions League (12).[32]

## Palmarès

### Giocatore

#### Club

##### Competizioni nazionali
- Campionato tedesco: 4

Borussia Mönchengladbach: 1970-1971, 1974-1975, 1975-1976, 1976-1977
- Coppa di Germania: 1

Borussia Mönchengladbach: 1972-1973

##### Competizioni internazionali
- Coppa UEFA: 1

Borussia Mönchengladbach: 1974-1975

#### Nazionale
- Campionato d'Europa: 1

Belgio 1972
- Campionato mondiale: 1

Germania Ovest 1974

#### Individuale
- Capocannoniere della Bundesliga: 2

1973-1974 (30 gol), 1974-1975 (27 gol)
- Capocannoniere della Coppa dei Campioni: 1

1975-1976 (6 gol)
- Capocannoniere della Coppa UEFA: 2 (record condiviso con Darko Kovačević, Radamel Falcao e Aritz Aduriz)

1972-1973 (12 gol), 1974-1975 (11 gol)
- Capocannoniere della Coppa delle Coppe: 1

1973-1974 (8 gol)

### Allenatore

#### Club

##### Competizioni nazionali
- Campionato tedesco: 4

Bayern Monaco: 1988-1989, 1989-1990, 2012-2013, 2017-2018
- Coppa di Germania: 1

Bayern Monaco: 2012-2013
- Supercoppa di Germania: 3  (record condiviso con Otto Rehhagel)

Bayern Monaco: 1987, 1990, 2012
- Supercoppa di Spagna: 1

Real Madrid: 1997

##### Competizioni internazionali
- UEFA Champions League: 2

Real Madrid: 1997-1998
Bayern Monaco: 2012-2013
- Coppa Intertoto UEFA: 2  (record)

Schalke 04: 2003, 2004

#### Individuale
- FIFA World Coach of the Year: 1

2013
- Miglior allenatore dell'anno IFFHS: 1

2013
- World Soccer allenatore dell'anno: 1

2013
- Premio Onze al miglior allenatore europeo dell'anno: 1

2013
- Bambi: 1

2013
- Allenatore tedesco dell'anno: 2

2013, 2018